# Pauperojapyx
Pauperojapyx es un género  de Diplura en la familia Japygidae.

## Especies
- Pauperojapyx iban Pagés, 1995